# 日本タクシー (大阪府)
日本タクシー株式会社（にっぽんタクシー）は、大阪府大阪市旭区に本社を置き、タクシー・ハイヤー・介護タクシー・貸切バスを運行する企業である。略称は「日タク（にっタク）」。持株会社として日タクホールディングスがある。
岐阜県岐阜市にある日本タクシーなど「日本タクシー」を名乗るタクシー事業者は他にもあるが、特に関係はない。

## 概要

### 事業所
- 本社：大阪府大阪市旭区赤川1丁目10番21号
- 寝屋川営業所：大阪府寝屋川市池田2丁目11番70号
- 吹田営業所：大阪府吹田市末広町21番21号
- 摂津営業所：大阪府摂津市千里丘東4丁目483-1
- 堺営業所：大阪府堺市西区石津西町9番1

### 関連会社（グループ企業）
- 北港観光バス（大阪市）
- 大阪運輸倉庫（大阪市）
- ニッタク・リースアンドメンテナンス（大阪市）
- 大阪パブリックゴルフ場（四條畷市）
- ダイヤモンドロングビーチ（福井県三方郡美浜町）

## 当社が登場する作品
1989年公開のハリウッド映画『ブラック・レイン』において、当社の車両が多く使用されている。